# Девора

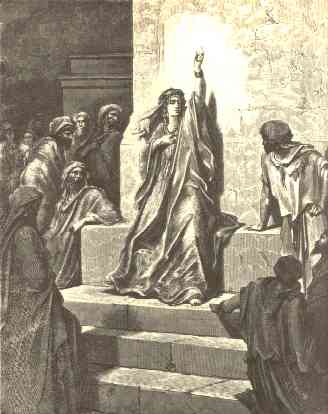
Пророчица Девора. Иллюстрация Гюстава Доре

Дево́ра, также Дебо́ра или Дево́рра (ивр. דְּבוֹרָה‎ [Двора́] букв. «пчела»), «жена Лапидофова» (Лапидота, или Лапидуса; Суд. 4:4), — героиня библейской книги Судей, четвёртая по счёту судья Израилева (единственная женщина); одна из семи пророчиц эпохи Судей (XII—XI вв. до н. э.). Сидя под пальмовым деревом («пальмой Деворы», תמר דבורה‎) в Эфраимских горах, судила израильтян, приходивших к ней со своими тяжбами со всех концов страны Израиля. Вдохновительница и руководительница войны еврейского ополчения против ханаанейского царя Явина, правившего в Хацоре (ок. 1200—1125 гг. до н. э.). Одержала победу над хананеями у «потока Кисона», воспетую в сохранившейся песне, древнейшем памятнике еврейского поэтического творчества.
Память — в неделю праотцов.

## Библейское повествование

### Борьба за независимость
Согласно Библии, Девора была женщиной, вдохновлённой Богом: «жила под Пальмою Девориною, между Рамою и Вефилем (Бейт-Элем), на горе Ефремовой; и приходили к ней сыны Израилевы на суд» (Суд. 4:5). Девора жила в смутную эпоху Судей: евреи сравнительно недавно завоевали Землю Израильскую (которая перед тем называлась Ханаан) под предводительством Иисуса Навина (Йегошуа Бин-Нуна), и со всех сторон на них нападали соседи, стремясь уничтожить народ, совсем недавно вышедший из египетского рабства. Ханаанейский царь Явин, правивший в то время в Хацоре, угрожал коленам Израиля, жившим на севере. Его полководец Сисара (Сисера, Сисра) прославился своей силой.
Слыша мольбы своего народа, Девора не могла оставаться равнодушной, но, сознавая, что ей, как женщине, неудобно стать во главе войска, она искала человека, которому она могла бы доверить дело спасения родного народа. Выбор её пал на Варака (Барака), сына Авиноама, жившего в Кедеше Нафтали; ему она и послала приказ от имени Бога собрать мужчин из колен Нафтали и Зевулуна и двинуться с ними к горе Фавор (Тавор). Однако Варак испугался той миссии, которую она возложила на него, и ответил, что согласен стать во главе народного ополчения лишь в том случае, если Девора сама примет участие в этой войне, даже если слава победы над врагом будет принадлежать не ему, мужчине, а женщине Деворе. Тогда к горе Фавор явилась и Девора, по-видимому, во главе колен Ефрема (Эфраима), Вениамина (Биньямина), Иссахара и Манассии (Менашше). Колено Реувена не трогалось с места, хотя и было извещено о всеобщем восстании; не откликнулись, по-видимому, также и колена Дан и Ашер, а про колена Иуды (Иехуды) и Симеона (Шим`она) даже не упоминается. Насчет последних двух колен это может объясняться тем что в то время их наделы были отделены от остальных полосой вражеской территории — и соответственно помощи от них не ждали изначально. И сказала Девора Вараку: встань, ибо это тот день, в который Господь предаст Сисару в руки твои; Сам Господь пойдет пред тобою. И сошёл Варак с горы Фавора, и за ним десять тысяч человек. (Суд 4:14)
У потока Кишон израильское ополчение встретилось с войском финикийского полководца Сисеры. Объединённые великой идеей народного освобождения и ободрённые счастливыми предсказаниями Деворы и её личным присутствием на поле брани, израильтяне близ Мегиддо наголову разгромили Сисеру, которому не помогли даже его многочисленные колесницы. Сам Сисера погиб во время бегства с поля брани от руки Иаили (Яэль) — женщины из кенитского племени, которое издавна было дружно с израильтянами. Она укрыла его в своем шатре, напоила его молоком, а после того как он уснул, взяла кол от шатра и молот, подошла к спящему Сисере и вогнала кол ему в висок.

### Песнь Деворы

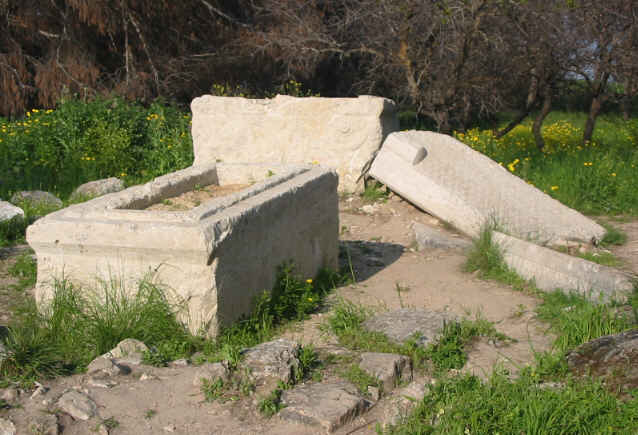
Предполагаемая гробница Деворы возле Тель-Кедеша

В память этой блестящей победы Девора и Варак сложили благодарственный гимн Богу, известный под названием «Песнь Деворы» (Суд. 5). Датировки этого фрагмента разнятся от VIII веком до н. э. до около 1200 года до н. э. Этот текст считается древнейшим сохранившимся образцом древнееврейской поэзии, равно как и одним из древнейших по происхождению мест в Библии.

### Образ Деворы
Как в повествовании об исторических событиях, так и в «Песне Деворы» она предстает как народная предводительница, «судья Израиля» (Суд. 4:4) и «мать в Израиле» (Суд. 5:7). О дальнейшей её судьбе ничего не известно. Неизвестно, где и когда она умерла и продолжала ли она и после этой битвы судить народ и руководить им своими пророчествами. Известно только, что её победа на 40 лет принесла спокойствие народу Израиля (Суд. 5:31).

## Культурное влияние
История Деворы вдохновляла художников и поэтов средневековья. Но и позднее многие композиторы, воодушевленные музыкальностью и поэтичностью «Песни Деворы», посвящали её героине свои произведения. Самое известное из них — оратория Генделя «Дебора» (англ. Deborah).
В честь Деворы названы:
- астероид (541) Дебора, открытый в 1904 году;
- в физике — число Деборы.